# David Mitrany
David Mitrany  (n. 1888, d. 25 iulie 1975) a fost un istoric și politolog născut în România, naturalizat în Marea Britanie. Mitrany a contribuit la definirea abordării funcționaliste în studiul relațiilor internaționale numită funcționalism, parte a instituționalismului liberal.

## Studii și viața profesională
Una dintre cele mai exhaustive analize asupra operei lui Mitrany care s-a realizat în România aparține lui Mihai Alexandrescu, de la  Universitatea Babeș-Bolyai. Potrivit acestuia, Mitrany nu a a creat o școală, ci s-a remarcat ca un gânditor independent, însă alternativa pe care el a formulat-o în analiza sistemului internațional a stat ca bază de lansare a unor școli importante în teoria Relațiilor Internaționale.
Mitrany a plecat din România în 1908, stabilindu-se inițial la Hamburg, iar după trei ani a plecat spre Londra. Aici a urmat cursurile de la London School of Economics. În 1918 a obținut licența în economie, iar în 1929 doctoratul. Profesorii care i-au marcat formația intelectuală au fost Graham Wallas și Leonard T. Hobhouse.
Din 1914, el a lucrat ca ofițer de informații în cadrul Foreign Office-ului, precum și în cadrul Ministerului de Război. La cererea autorităților britanice, el pare să fi fost atașat pe lângă Legația Română de la Londra. Scopul prezenței sale în toate aceste medii pare să fi fost nevoia autorităților britanice de a avea un consultant în problemele est-europene și ale Balcanilor. Cunoașterea limbii române și originea sa central-est europeană îl recomanda, probabil, pentru aceste misiuni, într-o vreme în care încă se mai credea că în Balcani se afla cheia obținerii păcii continentale. 
Mitrany ținea să mărturisească faptul că și-a impus ca principiu de viață, având în vedere activitatea sa internațională, de a nu se atașa de nici un partid politic sau vreun grup ideologic, nici chiar de vreo lojă masonică, în ciuda ofertelor care i-ar fi fost adresate în acest sens.
În 1922, la propunerea lui Graham Wallas, Mitrany a fost cooptat în Fundația pentru Pace Internațională. Aici el a avut posibilitatea să intre în contact cu mediul academic american. Între 1931 și 1933 a activat ca „visiting professor” la Universitatea Harvard și Yale University. După ce i-a expirat contractul la cele două universități, Mitrany s-a alăturat din 1933 până în 1958 la Institute for Advanced Studies de la Princeton University. În timpul celui de-al doilea război mondial, Mitrany a făcut parte dintr-un grup de analiză aflat sub conducerea Institutului Regal de Afaceri Internaționale, care lucra exclusiv pentru Foreign Office (1939-1942). Din 1944 până în 1960 a ocupat postul de consilier pe probleme externe la Compania Unilever.
În 1957, profesorul Mitrany s-a preocupat de crearea în sistemul politic britanic a unei instituții noi specifice sistemului scandinav: Ombudsman. Alte preocupări erau legate de relațiile instituționale dintre sindicate și Partidul Laburist. În apropierea vârstei de 80 de ani, Mitrany a făcut un turneu de trei luni la trei centre universitare americane: Harvard, Yale și Columbia. În această perioadă a susținut mai multe conferințe, discuții și interviuri televizate. Era etapa regăsirii și regândirii funcționalismului.
Mitrany a decedat în 25 iulie 1975, după ce izbutise să publice ultima sa carte despre alternativa funcționalistă.

## Activitatea publicistică
Între 1919 și 1922 a fost angajat la cotidianul britanic The Manchester Guardian. În staff-ul editorial de aici avea responsabilitatea Departamentului de Relații Externe. Din 1922 a fost cooptat în Fundația pentru Pace Internațională unde va participa la elaborarea unei serii de volume privind istoria socială și economică a războiului mondial. În 1922, la propunerea lui Graham Wallas, Mitrany a fost cooptat în Fundația Carnegie pentru Pace Internațională, sub editorialul lui James T. Shotwell. Dorothy Anderson susține că activitatea din cadrul acestei instituții va constitui „baza pentru mare parte din dezvoltarea de mai târziu a gândirii lui Mitrany”. În cadrul acestei Fundații, Mitrany a fost implicat în colegiul editorial al unei serii de volume privind „istoria socială și economică a războiului mondial”, publicând, în 1936, cartea The Effects of the War in Southeastern Europe.
Cele mai importante lucrări semnate de Mitrany în perioada interbelică au fost:
- Problems of International Sanctions (1925)
- Marx versus the Peasant (1927)
- The Land&the Peasant in Rumania. The War and Agrarian Reform (1917-21) (1930)
- Progress of International Government (1933)
- The Effects of War in South-Eastern Europe (1936)

Lucrare care l-a consacrat în istoriografia relațiilor internaționale a fost cea publicată în 1943: A Working Peace System. An Argument for the Functional Development of International Organization. Această carte este des menționată ca fiind expresia concepției sale funcționaliste asupra relațiilor internaționale. În fapt, ideile funcționaliste au fost expuse de Mitrany încă din 1932, în cadrul cursurilor pe care le ținuse la Yale University. Acele prelegeri au fost publicate în Progress of International Government (1933)

## Abordarea funcționalistă
Mitrany nu este creatorul teoriei funcționaliste a relațiilor internaționale, ci cel care a reușit să sintetizeze și să dezvolte diferite asumpții ale acestei abordări care au fost exprimate anterior de autori precum G.D.H. Cole, L.T. Hobhouse, L. Woolf, J.A. Hobson ș.a. Mitrany a beneficiat de un context favorabil dezbaterii teoretice a relațiilor internaționale interbelice, iar stăruința cu care a dezvoltat și promovat această abordare i-a asigurat un loc important în ceea ce se numește teoria relațiilor internaționale, prima mare dezbatere teoretică.
Contribuția lui Mitrany la istoriografia studiului relațiilor internaționale a fost dezvoltarea unei abordări funcțional-sociologice în opoziție cu cea constituțional-politică. Experiența eșecului Societății Națiunilor în dezvoltarea unor politici de menținere a păcii pe cale instituțională și interguvernamentală, l-a determinat pe teoreticianul funcționalismului să gândească o formă total diferită a cooperării internaționale care să nu înceapă de la proiecte federaliste, ci de la necesitatea asigurării bunăstării. În spiritul școlii pluraliste liberale britanice, el a pledat pentru cooperarea internațională. Mitrany argumenta că interdependența națiunilor poate fi constituită prin cooperare la nivel tehnic și economic.
Potrivit lui Mihai Alexandrescu, evoluția ideilor lui Mitrany cunoaște două etape majore: funcționalismul timpuriu și funcționalismul matur. Aceste etape au fost precedate de o perioadă în care autorul a căutat definirea unor concepte esențiale în discursul teoretic al timpului. Alexandrescu numește aceasta ca pe o etapă prefuncționalistă, deoarece acum se pot regăsi numeroase legături cu opera funcționalistă a lui Mitrany.
Potrivit tezei expuse de Mihai Alexandrescu, funcționalismul timpuriu se suprapune ideii de guvernare internațională, prezentată de Mitrany în perioadă în care era profesor visiting în Statele Unite:
- În contrast cu ceea ce clamau pan-continentaliștii, Mitrany sugera adoptarea unei scheme graduale pentru reformarea constituției Societății Națiunilor. În această schemă se urmărea soluționarea unei dileme: un aranjament care să salveze Marile Puteri de un posibil vot copleșitor al statelor mici, dar și să le asigure celor din urmă participarea la guvernarea Ligii. /.../
- Principiul care stă la baza acestei scheme este similaritatea. Organele legislative, executive și juridice de la nivel central sunt reproduse de o de serie de organe secundare cu caracter similar care s-ar înființa în diverse părți ale lumii sub forma unor organe internaționale. Grupurile regionale de state nu ar fi trebuit să cuprindă nici o Mare Putere propriu zisă, acestea din urmă, beneficiind de reprezentarea directă.

- Mitrany a pornit în construcția acestei scheme de la experiența Societății Națiunilor, la care a observat o problemă, nu atât în obținerea unui acord de principiu, cât mai ales în transpunerea sa în acțiune. Or, acest transfer regional de competențe, prevăzut în schema funcționalistă, avea drept scop armonizarea intereselor la nivel local. De exemplu, dacă un acord a fost obținut într-un anumit domeniu, el putea fi aplicat în regiunea interesată fără a fi necesar să se aștepte ratificarea și aplicarea sa în întregul sistem. El venea astfel în întâmpinarea unor solicitări similare formulate de statele din Extremul Orient, America latină, Mica Înțelegere.

Funcționalismul matur s-a manifestat în timpul celui de-al doilea război mondial, când liderii lumii încercau să proiecteze un sistem internațional post-belic. În acest cadru, Mitrany a revenit asupra celor două probleme pe care le implicau reorganizarea sistemului: (a) schimbarea pașnică și (b) egalitatea statelor. El sublinia că o metodă solidă de a realiza schimbări pașnice era de a transfera la nivel internațional ceea ce este la nivel național. Cu alte cuvinte, Mitrany propunea a face din schimbările de frontiere o acțiune inutilă, lipsită de semnificație prin dezvoltarea continuă și naturală a activităților și intereselor comune, precum și a agențiilor administrative comune. În ceea ce privește chestiunea egalității statelor, chiar și în cadrul Societății Națiunilor aceasta era mai mult una fictivă. Problema era de a găsi un aranjament care să evidențieze o relație acceptabilă între autoritate și responsabilitate, astfel încât să se asigure o echitate în reprezentare și în distribuirea responsabilităților.
Lucrarea care a exprimat cel mai clar această viziune a lui Mitrany privind viitorul sistemului internațional a fost A Working Peace System (1943). Mitrany sublinia, spre sfârșitul lucrării sale din 1943, că interesul său era de a oferi fundamentul pe care să se poată construi „realitatea unui interes comun în timp de pace.”  Diferența pe care o sesiza în cazul alternativei sale în raport cu alte abordări contemporane era că pacea pe care el o propunea nu era una în care națiunile să fie ținute separate, ci una care încerca să aducă națiunile împreună în mod activ. Schemele federale au o logică construită pe o scară limitată. Deși are numeroase dificultăți, acestea sunt de ordin tehnic și există posibilitatea de a le depăși, în vreme ce soluția creări federațiilor naționale era criticată din perspectiva funcționalistă.
Raportându-se la experiența interbelică și la cea din al doilea război mondial, Mitrany susținea că trebuie renunțat la principiul păcii protejate (=securitatea colectivă), ci trebuie promovată o pace ce se construia gradual, prin progres. Sistemul păcii funcționale avea în centrul său agențiile internaționale. Acestea erau înzestrate cu responsabilități
funcționale care aveau drept obiectiv gestionarea problemelor asupra cărora a existat un consens de cooperare. Aceste agenții internaționale ar trebui să preia o parte din atribuțiile statelor-naționale. Este vorba despre așa-numitul proces de transfer (devolution) care presupune un transfer permanent de funcții și autoritate de la stat la agenție. Acest fenomen nu face distincția dintre actori. Dezvoltarea cooperării într-un sector poate determina o nouă cooperare într-un nou sector; este vorba despre așa numitul proces de ramificație.
În încercarea de a defini funcționalismul în contextul paradigmelor relațiilor internaționale, profesorul britanic Paul Taylor a descris, în 1975, câteva dintre principiile acestei abordări:
- omul poate fi lecuit de loialitatea sa față de statul-națiune prin experimentarea unei cooperări internaționale fructuoase;
- organizația internațională dacă are în vedere cerințele misiunii sale, ar putea spori bunăstarea individuală dincolo de nivelul obținut prin stat;
- recompensele ar putea fi mai mari dacă organizația ar funcționa dincolo de frontierele naționale.